# Domingos de Araújo Affonso
Domingos de Araújo Affonso (Braga, 13 de março de 1903 — 1976) foi um jurista e empresário que se notabilizou como genealogista e investigador da história das famílias aristocráticas portuguesas, autor de numerosas obras publicadas sobre genealogia.

## Biografia
Nasceu na freguesia de Santa Maria, concelho de Braga, filho de Domingos José Affonso e de Teresa de Jesus de Araújo. Bacharel em Direito e comerciante.
Era sócio do Instituto Português de Heráldica, de cujo boletim Armas e Troféus foi administrador e primeiro redactor. Foi também membro do Instituto Internacional de Genealogia e Heráldica e do Istituto Italiano de Genealogia i Araldica. Associou-se ao Colégio Brasileiro de Genealogia em 30 de agosto de 1958. 

## Obras publicadas
Autor de inúmeras obras de genealogia e heráldica, entre elas:
- Livro de Oiro da Nobreza, em colaboração com o Dr. Ruy Dique Travassos Valdez – 1932-34;
- Notícia genealógica da Família Fereira Pinto Basto e suas Alianças – 1946;
- Da Verdadeira Origem de algumas Famílias Ilustres de Braga e seus termos: Vieiras Cabrais, Falcões Cotas, Jacomes, Costas, Lopes, Cunhas Gusm~es, Grãs, Barros de São Jerônimo de Real, Alcácova, Abreus da Quinta de Briteiros, Ferreiras Santaréns,  – 1955;
- Arvore de Costados de SAR o Príncipe de Beira – 1957;
- Árvores de Costados dos Grandes de Portugal – Duque de Cadaval, Duque de Lafões, Duque de Loulé, Duque de Palmela;
- Famílias Estrangeiras estabelecidas em Portugal – Os Champalimaud, Geraldes ou Geraldes;
- Pereira d’Eça – O Costado Eça de José Maria d’Eça de Queiroz e outros escritores seus agnados;
- Títulos portugueses usados em Espanha;
- Subsídios para uma genealogia da Família Pinto Coelho de Lisboa;
- Varonia bracarense do poeta Correia Garção e alguns de seus descendentes;
- Varonias reais portuguesas – os Marqueses de Guadalcázar, Grandes de Espanha, primogénitos da Casa de Sousa.